# Ernst Schaumburg
Ernest Schaumburg (13. listopadu 1880 v Koblenzi – 4. října 1947 v Hamburku) byl německý generálporučík za druhé světové válce a vojenský velitel Paříže v letech 1940–1943.

## Životopis
Schaumburg 22. března 1899 přešel z kadetního sboru jako poručík do 7. durynského pěšího pluku č. 96 v Geře. Odtud byl 2. října 1904 převelen k záložní rotě polního pluku č. 2 Schutztruppe v německé jihozápadní Africe. Zde se podílel na potlačení povstání Herero a Nama a byl vyznamenán Řádem Rudé orlice a Korunním řádem IV. třídy s meči. Jako nadporučík (od 19. srpna 1909) se vrátil do Německa a dorazil 22. března 1910 do Colmaru ke kulometnému oddílu č. 9. Rok pak Schaumburg sloužil ve 2. kompanii 6. durynského pěšího pluku č. 95 v Gotě, mezitím byl 13. září 1913 převelen do Berlína k 2. pěšímu gardovému pluku. Současně s povýšením na kapitána dne 1. října 1913 byl členem štábu II. praporu a 18. prosince 1913 byl jmenován náčelníkem 9. kompanie.
S mobilizací po vypuknutí 1. světové války byl jmenován velitelem roty záložního pěšího pluku č. 64, který byl součástí 1. Strážní záložní divize. Přesunul se do neutrální Belgie a zde se mj. podílel na pádu Namuru. Poté se pluk přesunul na východní frontu. Zde byl použit v bitvě u Mazurských jezer a k tažení do jižního Polska. Tam byl Schaumburg 4. října 1914 zraněn střelou do hlavy. V důsledku tohoto zranění byl téměř rok mimo službu. Po uzdravení převzal Schaumburg 21. září 1915 jako velitel II. prapor pluku. Tomu velel během Narewské ofenzívy u 12. armády pod velením generála dělostřelectva Maxe von Gallwitze. V roce 1916 se Schaumburg vrátil se svým plukem na západní frontu, kde bojoval na Sommě, poblíž Arrasu a ve třetí bitvě u Yper. Za dobytí Bapaume během jarní ofenzívy roku 1918, při níž byl Schaumburg zraněn šrapnelem do levého ramene, obdržel dubna 1918 nejvyšší pruské vyznamenání za statečnost Pour le Mérite. Dne 5. října 1918 dostal Schaumburg na starost pluk, který se po skončení války vrátil domů.
K 1. říjnu 1919 jej převzal Reichswehr, kde byl zpočátku u 115. pěšího pluku. Po redukci na 100 000člennou armádu působil od 1. října 1920 jako velitel roty u 9. (pruského) pěšího pluku. Tam se stal 28. září 1921 majorem a jako takový byl od 1. dubna 1922 do 31. ledna 1925 pobočníkem 3. divize v Berlíně. Poté převzal funkci velitele II. praporu 6. pěšího pluku v Lübecku a byl 1. listopadu 1927 povýšen na podplukovníka. O čtyři měsíce později se Schaumburg přesunul do štábu 7. (pruského) pěšího pluku ve Svídnici. Po povýšení na plukovníka dne 1. listopadu 1930 byl 1. února 1931 jmenování velitelem 1. (pruského) pěšího pluku v Königsbergu. Schaumburg se tohoto velení po dvou letech vzdal, byl místo toho jmenován velitelem Berlína a o dva měsíce později povýšen na generálmajora. Poté byl 1. února 1937 přidělen k X. armádnímu sboru jako velitel Landwehru v Hamburku.
Po přeměně na 225. pěší divizi působil Schaumburg, který se mezitím 1. února 1938 stal generálporučíkem, jako její velitel. Divize byla na začátku druhé světové války umístěna na Západním valu a poté se zúčastnila západní kampaně, během níž byly napadeny neutrální státy Nizozemsko a Belgie. Schaumburg poté pokračoval ve vedení divize ve Francii do 31. července 1940 a následně byl jmenován vojenským velitelem Paříže. Na tuto funkci rezignoval 30. března 1943. Propuštěn byl v dubnu téhož roku a převeden do rezervy. Funkci velitele Paříže převzal Hans von Boineburg-Lengsfeld.
Dne 31. října 1943 byl Schaumburg vyřazen z činné vojenské služby.